# Gosport
Ne doit pas être confondu avec Go Sport.
Gosport est une ville et un district du Hampshire comptant environ 84 000 habitants, situé sur la côte sud de l'Angleterre. La ville est connu en Angleterre pour sa position dans le cadre du Royal Navy, en possédant le Base HMS Sultan, et pendant la Seconde Guerre mondiale, la ville était un lieu important pour l'infrastructure et la fourniture d’armes et de ressources de défense en temps de guerre. La ville est située en face de Portsmouth, de l'autre côté du Portsmouth Harbor.

## Jumelage
- Royan (France)

Ce jumelage avec Royan est bien démontré à l'Esplanade de Royan, une esplanade qui se trouve près de Gosport Marina.